# Резолюция Совета Безопасности ООН 1424
Резолюция 1424 Совета Безопасности Организации Объединённых Наций, единогласно принятая 12 июля 2002 года после ссылок на предыдущие резолюции по Хорватии, включая резолюции 779 (1992), 981 (1995), 1088 (1996), 1147 (1998), 1183 (1998), 1222 (1999), 1252 (1999), 1285 (2000), 1307 (2000), 1357 (2001), 1362 (2001) и 1387 (2002), Совет уполномочил Миссию наблюдателей Организации Объединённых Наций на Превлакском полуострове продолжать наблюдение за демилитаризацией в районе одноимённого полуострова в Хорватии в течение трёх месяцев до 15 октября 2002 года.
Совет Безопасности приветствовал спокойную и стабильную ситуацию на Превлакском полуострове и с удовлетворением узнал, что Хорватия и Союзная Республика Югославия договорились о создании Пограничной комиссии. Было отмечено, что присутствие Миссии в значительной степени способствовало сохранению условий, способствующих урегулированию спора.
В резолюции приветствовалось, что Хорватия и Союзная Республика Югославия (Сербия и Черногория) добиваются прогресса в нормализации своих отношений. Совет настоятельно призвал обе стороны прекратить нарушения режима демилитаризации, сотрудничать с наблюдателями Организации Объединённых Наций и обеспечить наблюдателям полную свободу передвижения. Обе страны были призваны осуществлять меры укрепления доверия, предусмотренные резолюцией 1252, и сообщать о ходе своих двусторонних переговоров не реже двух раз в месяц. Наконец, Силы по стабилизации, санкционированные резолюцией 1088 и расширенные резолюцией 1357, должны были сотрудничать с Миссией ООН. Генеральному секретарю Кофи Аннану было предложено представить доклад Совету к 15 октября 2002 года. Обе стороны настоятельно призвали активизировать усилия по урегулированию спора о Превлакском полуострове путём переговоров; срок действия мандата МНООНПП будет пересмотрен, если стороны сообщат Совету о достижении урегулирования.